# 楊士海
楊士海（よう しかい、杨士海、ヤン・シハイ、1971年1月14日 - ）は、中国の囲碁棋士。浙江省温州市出身、中国囲棋協会所属、八段。新秀菊花杯優勝、楽百氏杯挑戦者など。香港在住、妻はアマチュア強豪の簡螢二段。

## 経歴
8歳で囲碁を学び、10歳で体育学校に進む。12歳の時に省の児童大会に優勝し、集中訓練隊入り。1985年、全国少年戦3位。1986年入段。1988年三段、新秀菊花杯優勝。1993、94年、霜花杯全国囲棋招待戦に優勝。1995年七段。1996年、全国囲棋個人戦4位。1997年八段。1999年楽百氏杯で挑戦者となるが、常昊に0-3で敗れる。2001年春蘭杯に中国代表として出場しベスト16。2002年トヨタ&デンソー杯で香港代表として出場し、ベスト16。2008年第1回ワールドマインドスポーツゲームズでは香港代表として男子個人戦に出場、予選リーグで朴正祥、王銘琬に敗れて4勝2敗。2010年アジア競技大会で簡螢と男女ペア戦に出場し7位。
中国囲棋リーグでは、1999年甲級の雲南チーム、2003年乙級の香港チームで出場。中国棋士ランキングでは1999年26位。

### 主な棋歴
国際棋戦
- 春蘭杯世界囲碁選手権戦 ベスト16 2001年（○車敏洙、×王立誠）
- トヨタ&デンソー杯囲碁世界王座戦 ベスト16 2002年（○張栩、×王銘琬）

国内棋戦
- 新秀菊花杯 優勝 1988年
- 霜花杯全国囲棋招待戦 優勝 1993、94年
- 楽百氏杯囲棋戦 挑戦者 1997年
- 全国囲棋個人戦 4位 1996年
- 棋聖戦 八段戦優勝 1999年
- 中国囲棋甲級リーグ戦
  - 1999年（雲南紅酒業）
  - 2003年乙級（香港信世界）